# Newberry (Carolina del Sud)
Newberry è una città degli Stati Uniti d'America, situata nella Contea di Newberry nello Stato della Carolina del Sud.